# Krusenfelde
Krusenfelde település Németországban, Mecklenburg-Elő-Pomeránia tartományban. Lakosainak száma 161 fő (2023. december 31.).

## Népesség
A település népességének változása:
| Lakosok száma | 159  | 159  | 161  | 152  | 161  |
|               | 2017 | 2019 | 2021 | 2022 | 2023 |